# Осиновомысский сельсовет
Осиновомысский сельсовет — сельское поселение в Богучанском районе Красноярского края.
Административный центр — сёло Богучаны.
В 1989 году из Осиновомысского сельсовета выделен Такучетский сельсовет.

## Население
| 2010 | 2012  | 2013  | 2014  | 2015  | 2016  | 2017  |
| ---- | ----- | ----- | ----- | ----- | ----- | ----- |
| 1671 | ↘1659 | ↘1607 | ↘1600 | ↘1539 | ↘1514 | ↘1498 |

## Состав сельского поселения
| № | Населённый пункт | Тип населённого пункта          | Население |
| - | ---------------- | ------------------------------- | --------- |
| 1 | Осиновый Мыс     | посёлок, административный центр | ↘1498     |

## Местное самоуправление
Осиновомысский сельский Совет депутатов
Дата избрания: 11.09.2022. Срок полномочий: 4 года
Глава муниципального образования
Глава Кузнецов Дмитрий Витальевич. Дата избрания: в 2020г. Срок полномочий: 4 года